# Crónica Breve do Arquivo Nacional
A Crónica Breve do Arquivo Nacional é uma crónica medieval quatrocentista, escrita em língua portuguesa, preservada atualmente no Arquivo Nacional da Torre do Tombo, em Lisboa.
Apesar do manuscrito ser considerado por alguns como de finais do século XIV, o próprio compilador anônimo dá o ano de 1429 da Era Cristã como data de escritura. O uso da Era Cristã é atestado pelo autor, que se refere no início do texto à Era que ora corre do nacimento de nosso sennor Jeshu christo.
A crónica relata de maneira sucinta e com um estilo simples a vida dos primeiros seis reis de Portugal, desde Afonso Henriques até D. Dinis. Apesar de não ter valor como literatura propriamente dita, essa crónica é muito importante do ponto de vista historiográfico, liguístico e filológico. Foi publicada pela primeira vez por Alexandre Herculano no seu Portugaliae Monumenta Historica, volume Scriptores, em 1856.